# 阿尔库夫拉斯
阿尔库夫拉斯，是西班牙巴伦西亚自治区巴伦西亚省的一个市镇。总面积44平方公里，总人口812人（2001年），人口密度18人/平方公里。